# Weiz Bulls
Die Weiz Bulls sind ein österreichischer Eishockeyverein aus der steirischen Kleinstadt Weiz. Der Verein spielt in der Saison 2016/17 in der steirischen Eliteliga.

## Geschichte
Gegründet wurden die Weiz Bulls im Jahr 1992 unter dem Namen Eishockeyclub Weiz-Gleisdorf. Zu diesem Zeitpunkt handelte es sich um eine reine Hobbymannschaft, die sich etwa zu gleichen Teilen aus Spielern aus den Orten Weiz und Gleisdorf zusammensetzte, was auch in der Namensgebung berücksichtigt worden war. 1999 wurde der Verein Mitglied des steirischen Eishockeyverbandes und änderte den Namen offiziell zu EC Red Bulls Weiz, da es mittlerweile auch in Gleisdorf einen eigenen Verein gab. Neben der langjährigen Teilnahme in der Grazer Stadtliga trat die Mannschaft auch in der im Jahr 2000 neugegründeten steirischen Landesliga an. In der Folge wurden mit den übrigen Eishockeyteams in Weiz Kooperationen eingegangen, um unter anderem auch die Jugendarbeit zu forcieren. Nach einer kurzzeitigen Benennung als EC Weiz Lieb Bau Bulls nahm die Mannschaft in der Saison 2006/07 erstmals an der Oberliga teil und verfehlte dort die Playoffs nur knapp. 2007 erfolgte schließlich die Gründung des heutigen Vereins unter dem Namen Weiz Bulls, der auch die Nachwuchsmannschaften mit einschloss. In der Saison 2007/08 konnte das Team mit der Meisterschaft in der Oberliga auch den bisher größten Erfolg für sich verbuchen.
Die Heimstätte der Mannschaft ist die Weizer Stadthalle, die im Winter als Eishalle dient.